# 本木北町
本木北町（もとききたまち）は、東京都足立区の町名。丁目の設定のない単独町名である。住居表示実施済区域。

## 地理
足立区の南部に位置する。全域が宅地化しており、本木小学校南側に都市計画道路が建設中となっている。

## 歴史
かつては本木村の一部であった。1961年に本木町三丁目の一部から再編され本木北町が成立した。

### 沿革
- 1889年5月1日 - 東京府南足立郡本木村が周辺の村と合併し、西新井村が成立。南足立郡西新井村大字本木となる。
- 1932年10月1日 - 南足立郡が東京市足立区となる。本木町一丁目から六丁目まで分割されて町名が定められる。
- 1961年8月1日 - 本木町三丁目の大半の地域と本木町一丁目・興野町の一部が本木東町・本木西町・本木北町・本木南町に再編される。
- 1967年8月1日 - 本木東町・本木西町・本木北町・本木南町に住居表示が実施される。

## 世帯数と人口
2025年（令和7年）1月1日現在（足立区発表）の世帯数と人口は以下の通りである。
- 世帯数 : 689世帯
- 人口 : 1,472人

### 人口の変遷
国勢調査による人口の推移。
| 年                 | 人口  |
| ------------------ | ----- |
| 1995年（平成7年）  | 1,445 |
| 2000年（平成12年） | 1,446 |
| 2005年（平成17年） | 1,509 |
| 2010年（平成22年） | 1,530 |
| 2015年（平成27年） | 1,452 |
| 2020年（令和2年）  | 1,393 |

### 世帯数の変遷
国勢調査による世帯数の推移。
| 年                 | 世帯数 |
| ------------------ | ------ |
| 1995年（平成7年）  | 466    |
| 2000年（平成12年） | 483    |
| 2005年（平成17年） | 550    |
| 2010年（平成22年） | 593    |
| 2015年（平成27年） | 563    |
| 2020年（令和2年）  | 575    |

## 学区
区立小・中学校に通う場合、学区は以下の通りとなる（2023年4月時点）。なお、足立区では学校選択制度を導入しており、区内全域から選択することが可能。ただし、小学校に関しては、2018年（平成30年）度から学区域または学区域に隣接する学校のみの選択になる。
- 区域 : 全域
  - 小学校 : 足立区立本木小学校
  - 中学校 : 足立区立第六中学校

## 事業所
2021年（令和3年）現在の経済センサス調査による事業所数と従業員数は以下の通りである。
- 事業所数 : 63事業所
- 従業員数 : 260人

### 事業者数の変遷
経済センサスによる事業所数の推移。
| 年                 | 事業者数 |
| ------------------ | -------- |
| 2016年（平成28年） | 69       |
| 2021年（令和3年）  | 63       |

### 従業員数の変遷
経済センサスによる従業員数の推移。
| 年                 | 従業員数 |
| ------------------ | -------- |
| 2016年（平成28年） | 340      |
| 2021年（令和3年）  | 260      |

## 交通
地区内に鉄道駅は無い。最寄り駅は日暮里・舎人ライナー扇大橋駅である。

### 道路
- 本木新道
- 東京都道450号新荒川葛西堤防線

## 施設
- 足立区立本木小学校
- 足立本木郵便局
- 田中稲荷神社

## その他

### 日本郵便
- 郵便番号 : 123-0857[3]（集配局 : 足立西郵便局[15]）。